# 箭蚕
箭蚕（学名：Sagitella kowalevskii）为盲蚕科箭蚕属的动物。分布于日本海、大西洋、太平洋，包括东海、台湾海峡、南海等海域，属于热带广布种。其一般栖息于温带。